# Inger (schip, 1930)
De Inger was een Noors stoomvrachtschip van 1409 ton. Het werd gebouwd in 1930 op de scheepswerf van Trondhjems Mekaniske Verksted, Trondheim, Noorwegen, waar het schip ook zijn thuisbasis had. De eigenaar was Bachke & Co, Trondheim. Toen de Inger op 23 augustus 1941 werd getorpedeerd had ze 1500 ton steenkool en cokes als lading. Zijn reisroute was vanuit Newport - Milford Haven naar Reykjavik, IJsland.

## Geschiedenis
Om 23.47 u. op 23 augustus 1941, werd de Inger, onder bevel van kapitein Jørgen G. Jørgensen, getorpedeerd en tot zinken gebracht door de U-143 onder bevel van Oblt. Harald Gelhaus op ongeveer 30 km ten noordwesten van Butt of Lewis, Schotland. Het schip kreeg bevel om terug te keren naar Loch Ewe om begeleid te worden door twee gewapende trawlers, om onbekende redenen. Het werd getroffen door twee torpedo's en zonk onmiddellijk op positie 58°58' N. en 07°50' W. Een van de reddingsboten dreef vrij rond en drie overlevenden konden zich redden in de sloep, net als de 11 andere overlevenden, maar er werden geen verdere overlevenden meer gezien de volgende ochtend. Zeven Noorse bemanningsleden en twee Britse kanonniers werden verloren verklaard. De escorteschepen waren gebleven zonder verder te kijken en te zoeken naar nog mogelijke overlevenden, maar pikten wel de 11 bemanningsleden op. De reddingsboot met de drie andere overlevenden werd later opgemerkt door een vliegtuig en die overlevenden werden opgepikt, diezelfde avond nog, door de Ladylove en naar Stornoway gebracht, een stad op het eiland Leòdhas in de Buiten-Hebriden. Bij deze aanval vielen 9 doden, maar 14 man overleefden de scheepsramp. Vier dagen later, op 27 augustus, zou de gewapende Britse trawler Ladylove hetzelfde lot ondergaan.
Dit was het enige schip tijdens de oorlog, dat de U-143 liet zinken op zijn laatste oorlogspatrouille. Nadien werd de U-boot weer ingezet als oefen- en schoolboot voor nieuwe kandidaat-officieren en matrozen tot het einde van de Tweede Wereldoorlog.